# Ipomoea violacea
Die Ipomoea violacea ist eine Pflanzenart aus der Gattung der Prunkwinden (Ipomoea) innerhalb der Familie der Windengewächse (Convolvulaceae). Sie kommt vor allem in den Küstenregionen der Tropen vor. Am bekanntesten ist sie unter den englischsprachigen Trivialnamen "Beach Moonflower" oder "Sea Moonflower", da sich die Blüten in der Nacht öffnen, aber sehr oft werden andere Arten unter diesem Trivialnamen kultiviert, vor allem die sehr beliebte himmelblau blühende Ipomoea tricolor. Ipomoea violacea blüht jedoch weiß und wird kaum als Zierpflanze verwendet.

## Beschreibung

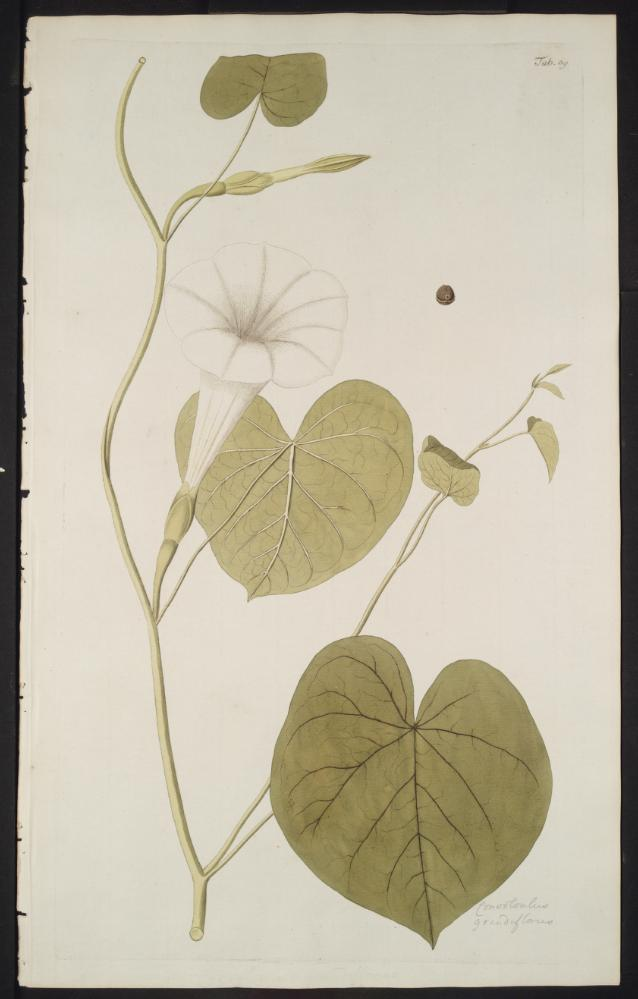
Illustration

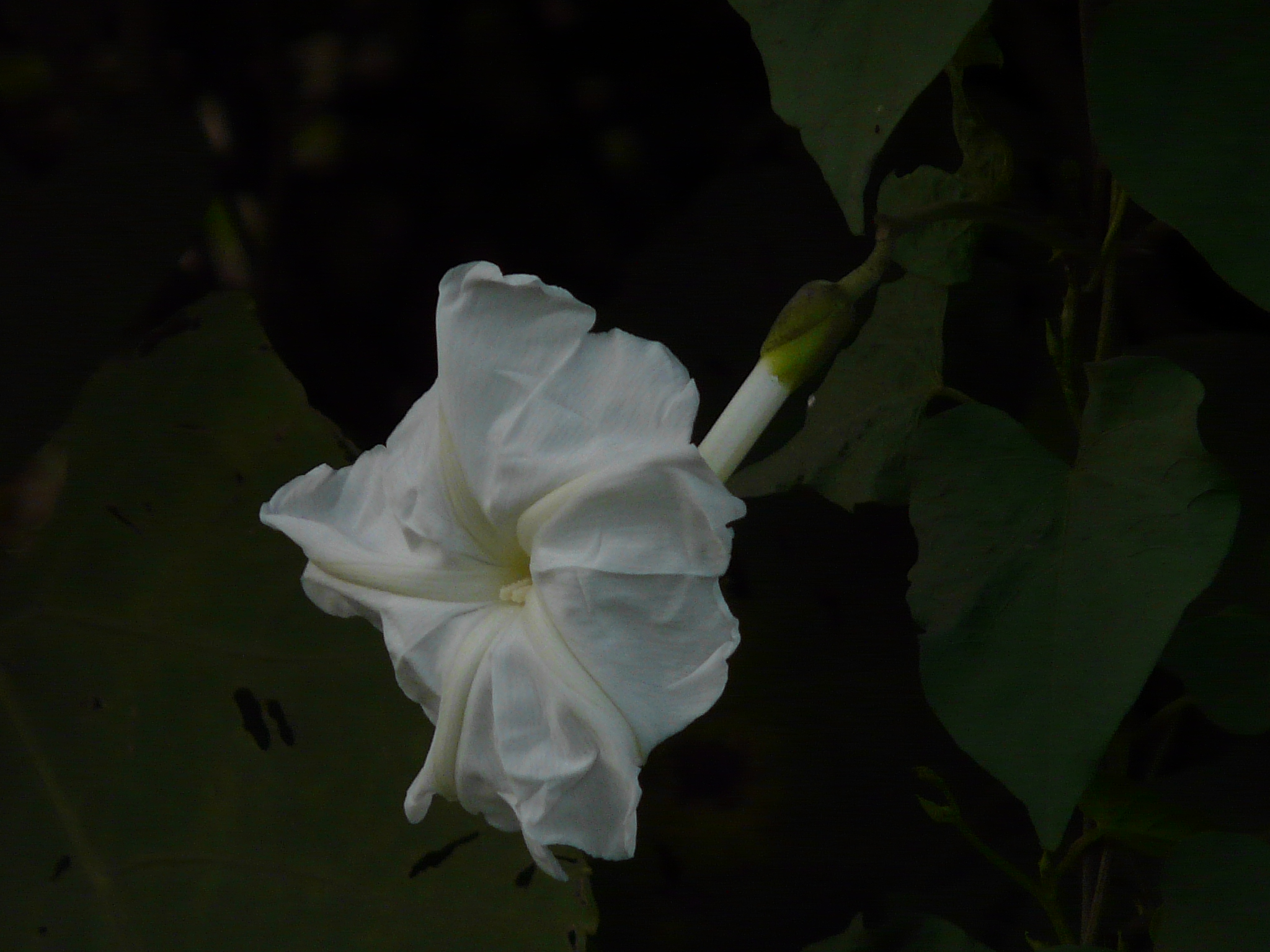
Trichterförmige, weiße Blüte

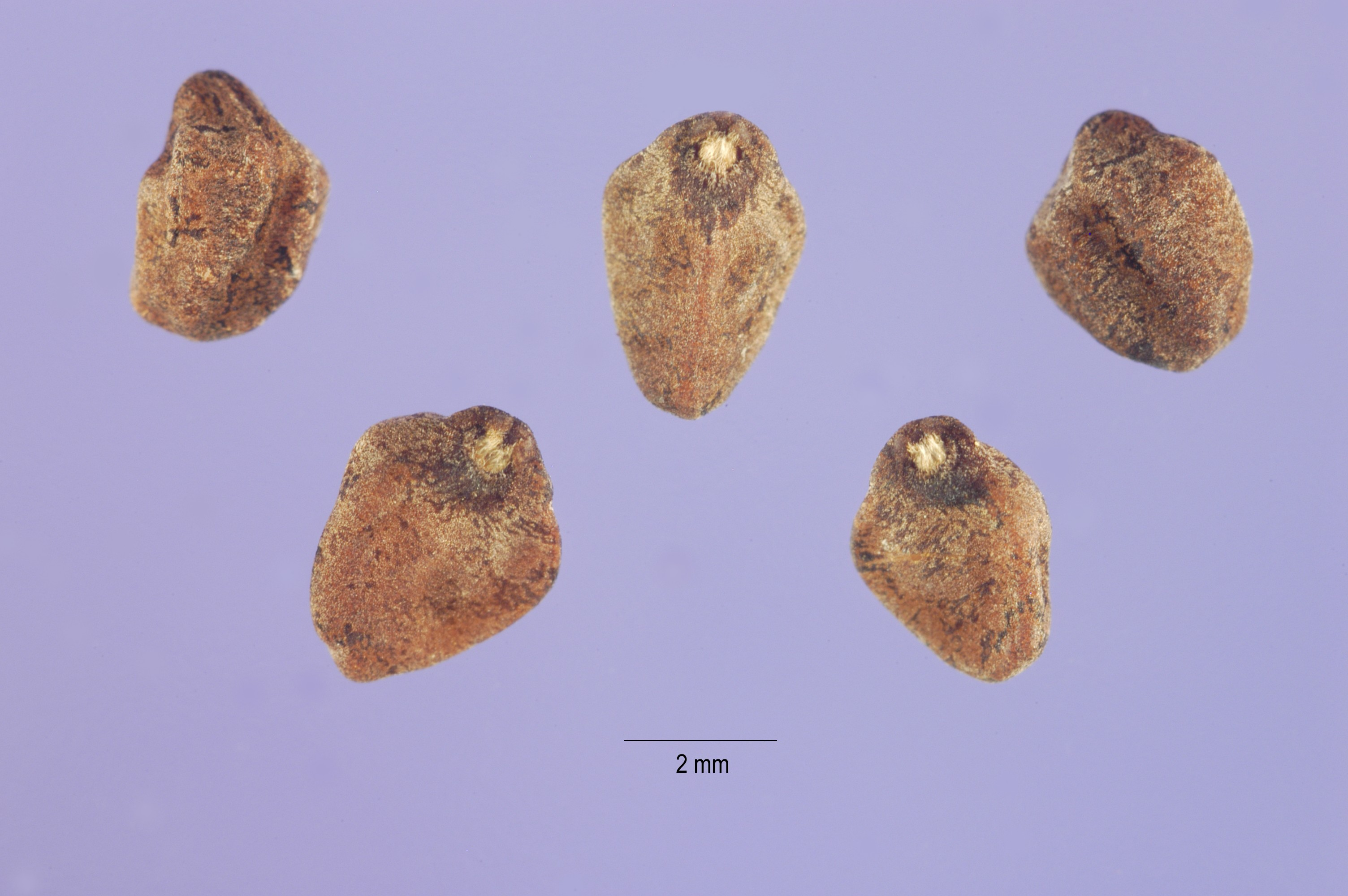
Samen

### Vegetative Merkmale
Ipomoea violacea ist eine ausdauernde, krautige Pflanze die mehrere Meter lang wird. Sie klettert oft an Strandpflanzen oder an Hängen von Lagunen empor. 
Die wechselständig angeordneten Laubblätter sind in Blattstiel und -spreite gegliedert. Der Blattstiel wird bis zu 11 Zentimeter lang. Die fleischigen, leicht lederigen, ganzrandigen bis leicht gezähnten, spitzen bis zugespitzten oder bespitzten Blattspreiten sind bei einer Länge von 8 bis 16 Zentimetern herzförmig. 

### Generative Merkmale
Die Blüten erscheinen achselständig einzeln oder gelegentlich bis zu dritt bis viert. Der Blütenstiel ist 1 bis 3 Zentimeter lang. Die großen, zwittrigen Blüten sind radiärsymmetrisch und fünfzählig mit doppelter Blütenhülle. Die ledrigen Kelchblätter sind 1,5 bis 2,5 Zentimeter lang. Die weißen Kronblätter sind trichterförmig verwachsen, wobei die Kronröhre eine Länge von bis etwa 10 Zentimetern sowie einen Durchmesser von bis etwa 8 Zentimetern aufweist. Die schlanke, lange Kronröhre ist bis 0,8 Zentimeter dick. Die Staubblätter und der Griffel sind eingeschlossen.
Die bis 2,5 Zentimeter großen Kapselfrüchte sind braun und enthalten ein bis vier Samen. Die dunkelbraunen, eiförmigen, kurzhaarigen Samen enthalten Ergin.

## Vorkommen
Ipomoea violacea kommt weltweit an den Küsten der Tropen und Subtropen vor.

## Verwendung
Aus den Samen wird die Droge Ololiuqui gewonnen.